# 230
230是229與231之間的自然數。

## 在數學中
- 合數，正因數有1、2、5、10、23、46、115和230。
質因數分解為{\displaystyle 2\times 5\times 23}。
- 虧數，真因數和為202，虧度為28。
- 不尋常數，大於平方根的質因數為23。
- 無平方數因數的數。
- 第21個楔形數。前一個為222、下一個為231。
- 第71個十进制的哈沙德數。前一個為228、下一個為234。
- 十进制的奢侈數。

## 在人類文化中
- AK-230艦炮是俄國製全自動雙管 30 mm 海軍對空艦砲
- 230_(吉祥物)，中華民國台北市政府資訊局吉祥物。
- 歷史上曾經幾度出現過有2月30日的日期，但都只在某幾個特定的時期及國家出現。
- 斯堪尼亞K230UB，瑞典斯堪尼亞生產的1款低入口巴士(因最高馬力輸出為230匹而名)